# Palazzo De Felice
Il Palazzo De Felice si trova sulla sponda nord del fiume Pescara al centro di Rosciano, in provincia di Pescara.

## Storia

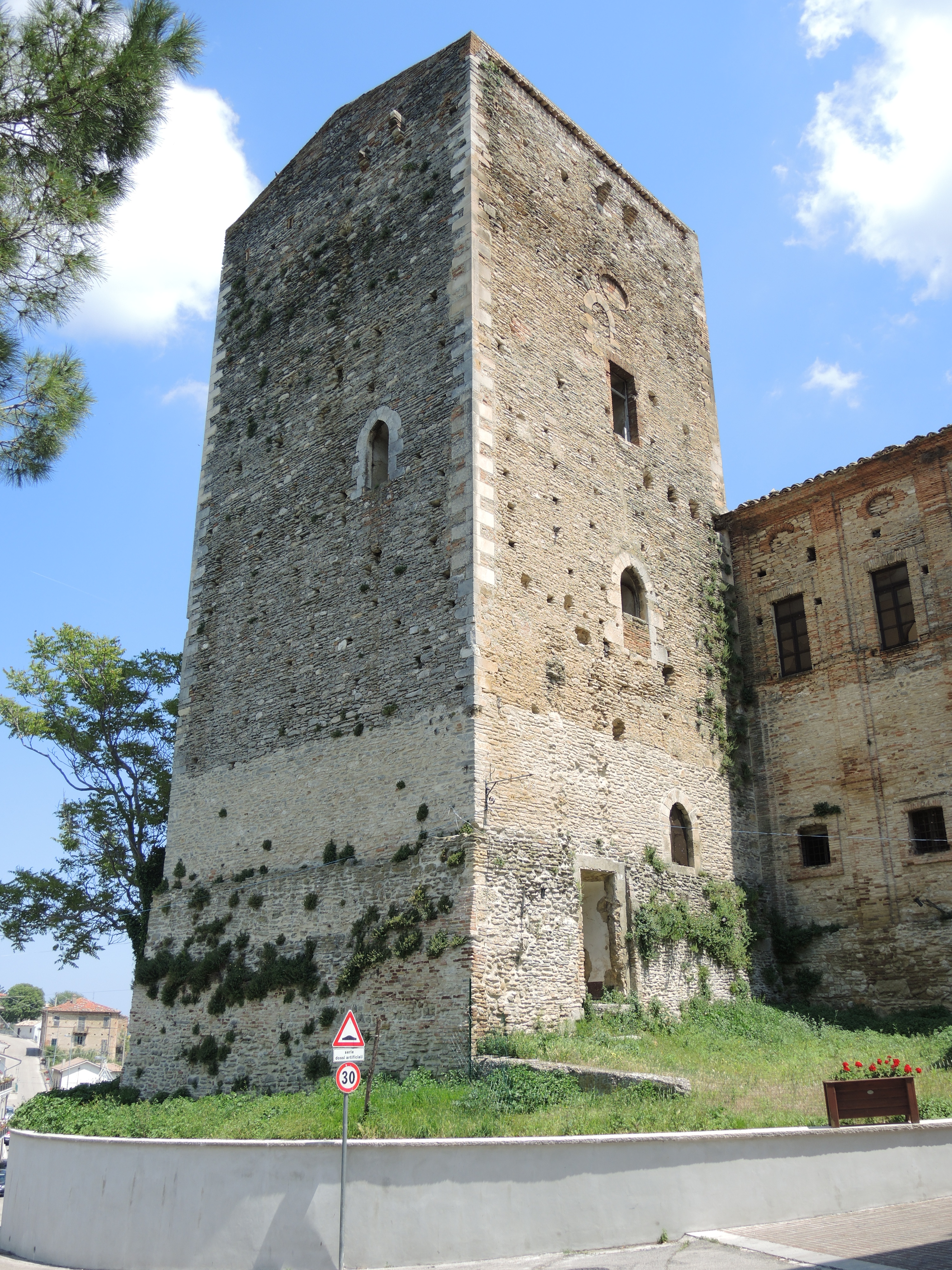
La torre

La struttura più antica del palazzo è costituita dal torrione quadrangolare, attorno al quale si è sviluppato con andamento anulare il paese. Il torrione, risalente presumibilmente al XIII secolo, doveva avere funzioni di avvistamento e difesa.
Nei secoli successivi il torrione subì rifacimenti e modifiche, in particolare quando fu annesso al palazzo De Felice di Rosciano.
Attualmente la torre e il palazzo è di proprietà del comune di Rosciano e si progetta di allestire al suo interno un Museo della tradizione arbëreshë, dato che Rosciano ospita una comunità albanese che si è stabilita nel paese nel XVIII secolo, come testimoniato anche dalla chiesa bizantina di Villa Badessa.

## Architettura
L'origine medievale dalla torre è testimoniata dalle due monofore ogivali presenti nella sua muratura.
La torre si affianca alla struttura a pianta rettangolare del palazzo, costruito su due piani inglobando la torre stessa.
Il palazzo è attualmente in rovina, con lavori di ristrutturazione in fase di avvio.